# Le Lalaloopsy
Le Lalaloopsy (We're Lalaloopsy)  è una serie animata statunitense realizzata da MGA Entertainment, Splash Entertainment e Netflix. La serie si basa sulle bambole Lalaloopsy da MGA Entertainment, ed è uno spin-off della serie originale Lalaloopsy. È stata trasmessa il 10 gennaio 2017 su Netflix.

## Trama generale
Le Lalaloopsy parla di un gruppo di bambole di pezza chiamate Lalaloopsies che vivono le loro avventure nella valle Lalaloopsy, divertendosi e giocando insieme.

## Personaggi

### Personaggi principali
- Rosy Bumps 'N' Bruises
- Spot Splatter Splash
- Jewel Sparkles
- Storm E. Sky
- Crumbs Sugar Cookie
- Dot Starlight

### Personaggi ricorrenti
- Ace Fender Bender
- Berry Jars 'N' Jam
- Sunny Side Up
- Forest Evergreen

## Doppiaggio
| Personaggi             | Doppiatori originali | Doppiatori italiani |
| ---------------------- | -------------------- | ------------------- |
| Rosy Bumps 'N' Bruises | Diana Kaarina        | Giada Bonanomi      |
| Spot Splatter Splash   | Sabrina Pitre        | Chiara Francese     |
| Jewel Sparkles         | Kazumi Evans         | Emanuela Pacotto    |
| Storm E. Sky           | Mariee Devereux      | Katia Sorrentino    |
| Crumbs Sugar Cookie    | Jocelyne Loewen      | Sabrina Bonfitto    |
| Dot Starlight          | Maryke Hendrikse     | Tiziana Martello    |
| Ace Fender Bender      | Matt Hill            | Alessandro Capra    |

## Episodi
| nº | Titolo originale    | Titolo italiano | Prima TV USA    | Prima TV Italia |
| -- | ------------------- | --------------- | --------------- | --------------- |
| 1a | Storm E Sky's Ahead |                 | 10 gennaio 2017 | 10 gennaio 2017 |